# NGC 110

NGC 110

 إن جي سي 110 أو NGC 110 هي عنقود نجمي مفتوح في كوكبة ذات الكرسي , اكتشفها الفلكي الإنجليزي جون هيرشل في 29 أكتوبر 1831 .
ليس من المؤكد ان كانت النجوم مرتبطة مع بعضها، أو حتى إذا هذا العنقود موجود بالفعل ; هو بالكاد مرئي، ومجموعتين من النجوم يبدو انهما على مسافة مختلفة، ان كان العنقود موجود فهو على الأقل يبعد 2,000 سنة ضوئية .

## روابط خارجية
- NGC 110 على موقع ويكي سكاي: DSS2, SDSS, GALEX, IRAS, Hydrogen α, X-Ray, Astrophoto, Sky Map, Articles and images

- موقع جامعة كورنيل: https://arxiv.org/abs/1610.0485